# Fesse
Pour les articles homonymes, voir Fesse (homonymie).
Les fesses (du bas latin fissa : fente, fissure) sont les deux masses charnues situées à la partie postérieure du bassin, chez l’être humain et certains primates. Elles sont une partie majeure de la région glutéale.
Les deux fesses sont séparées par le pli interfessier, lequel se termine en bas vers l'anus.
Les fesses sont un des traits morphologiques caractéristiques des bipèdes en général, et des humains en particulier : en effet, c'est la station debout qui fait que les muscles postéro-supérieurs de la cuisse prennent ce rebond caractéristique ; dans le cas des autres animaux, les muscles fessiers sont effacés par l'angle formé entre la cuisse et le dos.
Leur forme de rembourrage musculaire facilite la station assise, une position caractéristique de la plupart des primates.

## Anatomie humaine
Les fesses comprennent plusieurs muscles glutéaux, appelés muscles fessiers : le grand glutéal, le moyen glutéal et le petit glutéal ; et le muscle tenseur du fascia lata. Elles contiennent aussi une quantité variable de graisse. Le pli fessier, est situé à la limite entre la fesse et la cuisse. Le pli interfessier, appelé aussi sillon interfessier (plus communément connu sous le nom de « raie des fesses ») correspond à la fente qui sert de séparation entre les deux fesses d'un individu. Il forme une ligne arquée qui épouse la courbe formée par le coccyx et par le sacrum.

### Variations interindividuelles
La taille et la forme des fesses diffèrent grandement d'un individu à un autre selon plusieurs facteurs comme : la génétique, la morphologie, le stockage des graisses et la masse musculaire. En effet certaines ethnies sont plus susceptibles d'être prédisposées à avoir un fessier plus développé que d'autres.    
Dans les années 1980, la Société d'anthropologie de Paris a effectué une étude dans le but de mesurer et comparer la saillie fessière entre différentes populations à l'aide d'un "Glutéomètre" pour obtenir un indice dit pygéal mesuré en points (valeur). Le "Glutéomètre" est un appareil se composant d'une tige graduée longue de 60 cm et d'une languette  à laquelle est soudée une plaque métallique mesurant 30 cm de long et 20 cm de large, la soudure de la plaque est située au tiers supérieur afin qu'un débord large vers le bas permette l'application plus facile de la région fessière. Une valeur moyenne par populations et sexes a été établie pour mesurer cet indice pygéal. La série de tests a été effectuée en France (Normandie) sur 100 hommes et 170 femmes, au Cameroun sur 50 hommes et 50 femmes et en Haute-Volta (Niger, Burkina Faso) sur 43 hommes et 56 femmes. Tous les participants (âgés de 19 à 40 ans) étaient de corpulence normale (IMC).
Les résultats de l’enquête montrent qu'en France l'indice pygéal moyen était de valeur 27,7 chez les hommes et de valeur 30,9 chez les femmes dites nullipares. Au Cameroun, les hommes mesurés avaient un indice pygéal moyen de valeur 32,5 et les femmes nullipares avaient un indice de valeur 33,9. Enfin, en Haute-Volta l'indice allait jusqu’à une valeur moyenne de 34,2 pour les hommes et de 32,3 pour les femmes nullipares.
Cette étude a montré que la saillie fessière pouvait varier de manière plus ou moins importante entre les différentes ethnies, mais aussi selon le sexe. Il est à noter que l'étude a montré au Niger que la saillie fessière des hommes était en moyenne plus importante et volumineuse que celle des femmes alors que le groupe d'hommes mesuré était inférieur au groupe de femmes,.                   
Certaines ethnies comme les Hottentots ont des fesses particulièrement proéminentes : c'est la stéatopygie. En 1810, Saartjie Baartman, esclave et dotée de cette particularité, fut emmenée à Londres pour être exposée comme phénomène de foire.

## Pratiques culturelles
Les fesses constituent un objet d'attirance sexuelle, aux critères variables selon les cultures.
La pygophilie est une paraphilie[réf. nécessaire] définissant une forte attirance sexuelle pour les fesses.
La Vénus callipyge (en grec ancien Ἀφροδίτη Καλλίπυγος / Aphrodítê Kallípugos) est un type particulier de statue grecque représentant la déesse Vénus, ou plus exactement Aphrodite, soulevant son péplos pour regarder ses fesses, nécessairement superbes (καλός / kalόs = « bon, beau », πυγή / pugế = « fesse »), par-dessus l'épaule.

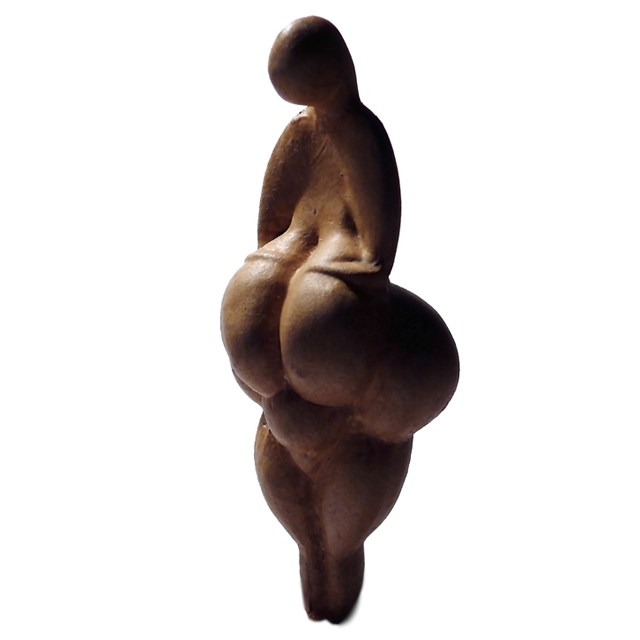
Venus de Lespugue.
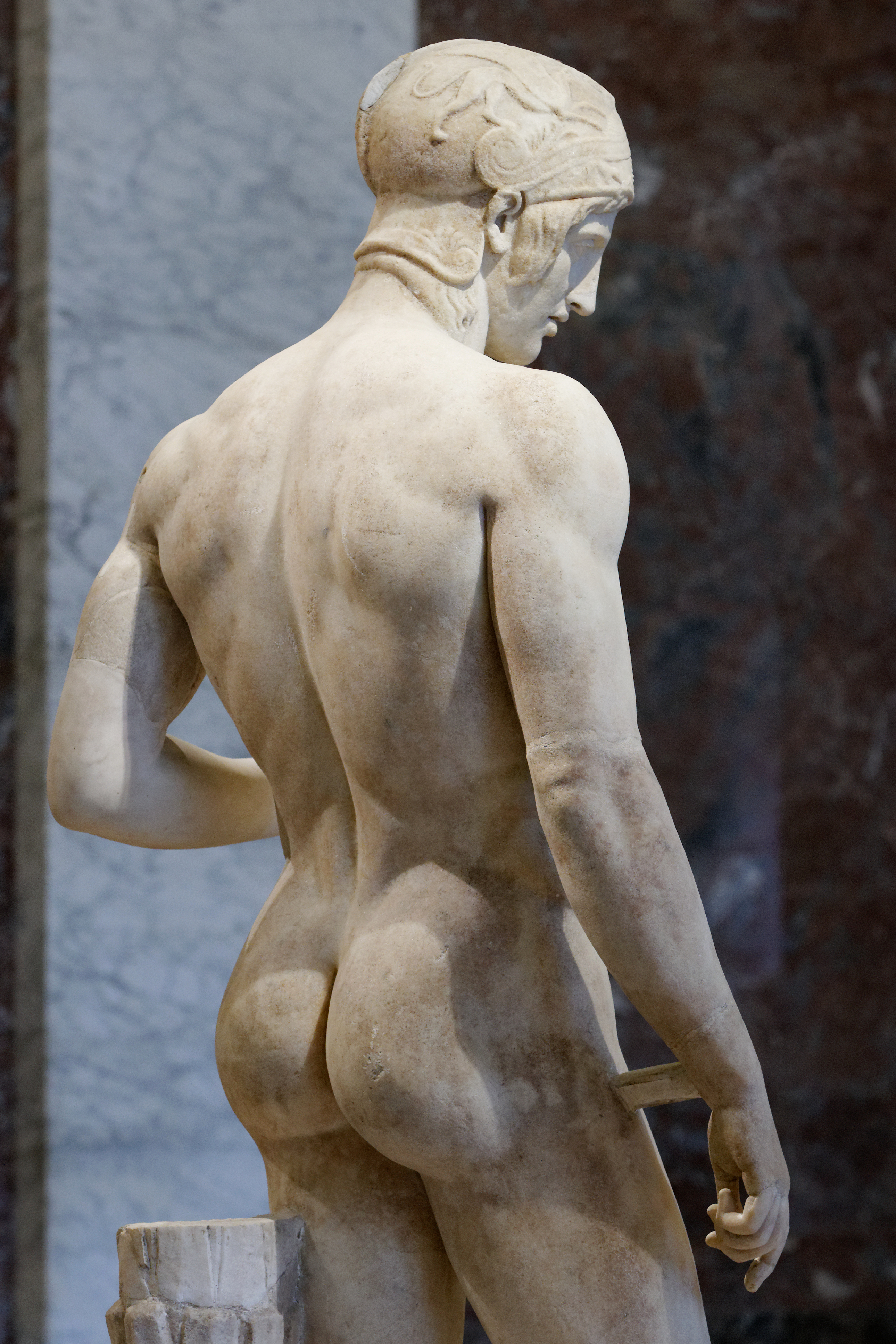
Arès Borghèse, Musée du Louvre.
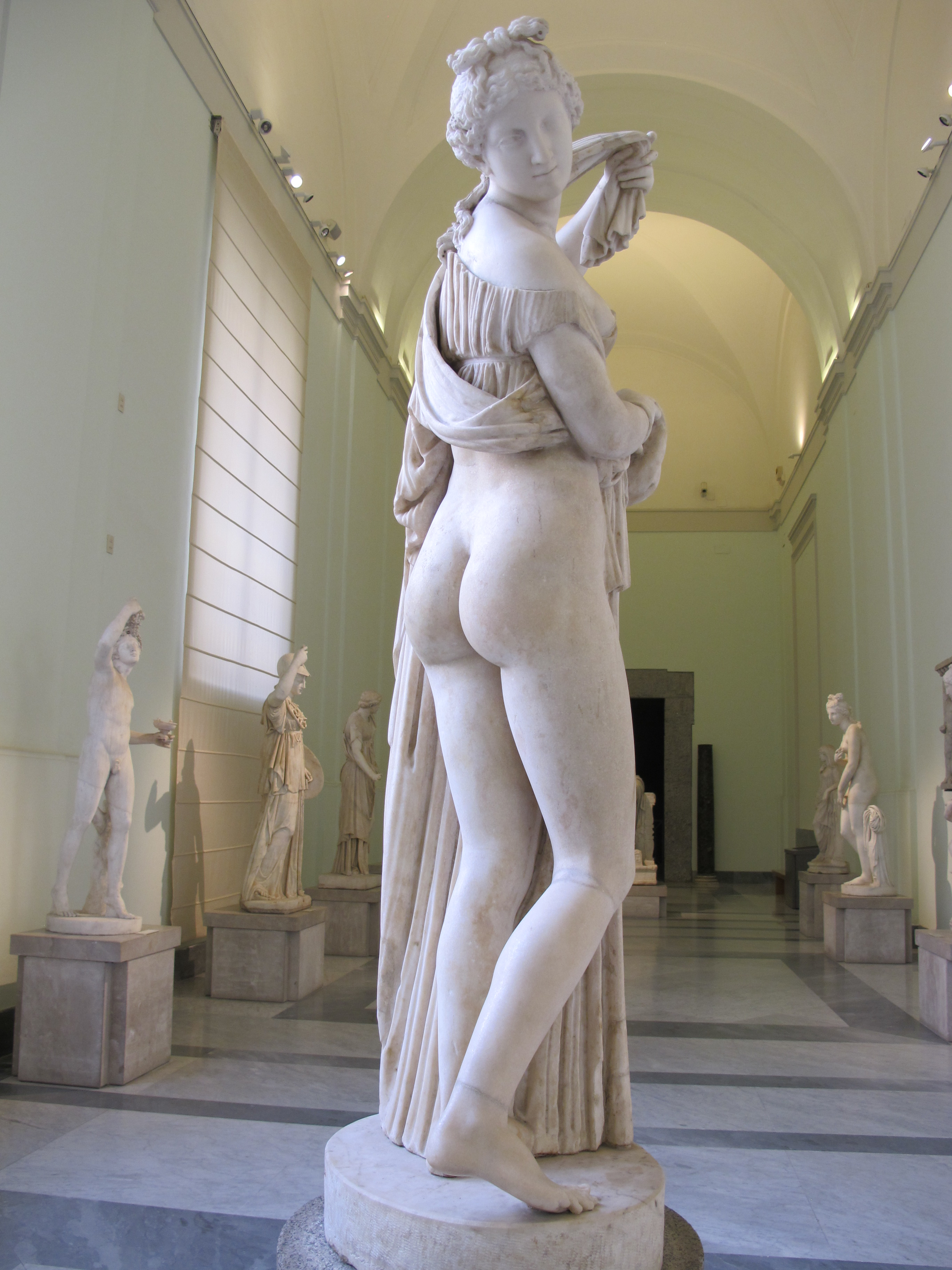
Vénus callipyge, Musée archéologique national de Naples.
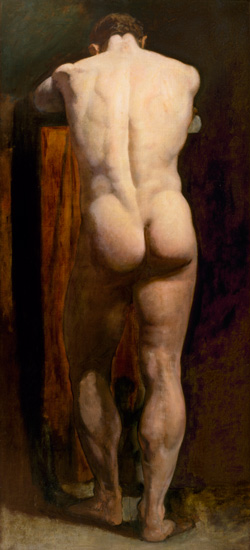
Dessin de William Etty.

La fessée est un type de punition controversé consistant en des claques ou des coups administrés sur les fesses. Elle peut être permise ou interdite selon les cultures.
Elle est aussi une pratique sexuelle.
La rumpologie est une pseudo-science basée sur les caractéristiques des fesses.

## Chez les primates

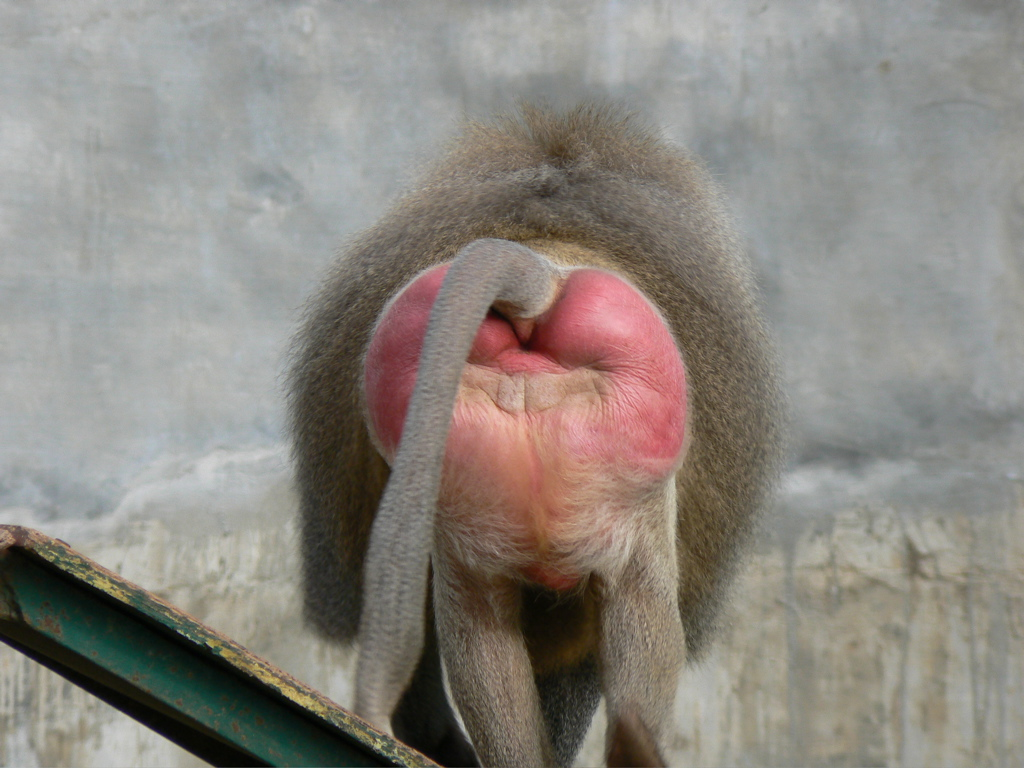
Fesses de babouin.

Les macaques, les babouins et les membres de la famille des Hylobatidae, possèdent sur la croupe des callosités fessières qui leur permettent de s'asseoir pendant de longues durées. C'est la position qu'ils préfèrent pour se reposer ou dormir dans les arbres.

### Filmographie
- Les deux font la paire : une histoire de fesses, film documentaire d'Anne-Sophie Levy-Chambon, France, 2010, 55 min.
- La face cachée des fesses, film documentaire de Caroline Pochon et Allan Rothschild, France, 2010, 56 min (DVD).